# WrestleMania XXV
WrestleMania XXV, WrestleMania 25th Anniversary o The 25th Anniversary of WrestleMania fue la vigesimoquinta edición de WrestleMania, un evento pago por visión de lucha libre profesional de la empresa World Wrestling Entertainment. Tuvo lugar el 5 de abril de 2009 desde el Reliant Stadium en Houston, Texas. Los temas musicales oficiales del fueron "Shoot to Thrill" y "War Machine" de AC/DC, "So Hott" de Kid Rock y "Crash" de Decyfer Down.
Este WrestleMania fue el segundo realizado en el estado de Texas, siendo el primero WrestleMania X-Seven.

## Producción
Este fue el segundo WrestleMania celebrado en Houston, Texas, siendo el primero WrestleMania X-Seven, La WWE promovió WrestleMania XXV bajo el lema "Todo es más grande en Texas, especialmente WrestleMania" desde su anuncio en WrestleMania XXIV, en abril de 2008.
La WWE más tarde comenzó a utilizar el nombre "The 25th anniversary of WrestleMania" a finales del 2008 para promover principalmente el evento. Las entradas para WrestleMania XXV estaban programas oficialmente para salir a la venta el 20 de septiembre de 2008, pero tuvo que posponerse debido a la preocupación de los residentes cerca del Golfo de México debido al Huracán Ike y la declaración de zona de desastre en Texas por el Gobernador de Texas Rick Perry. Después de una nueva postergación debido a los efectos de Ike en el estado de Texas, la WWE anunció que la venta de entradas a WrestleMania se aplazaría hasta el 8 de noviembre de 2008.
Según el vicepresidente ejecutivo de la WWE, Michelle Wilson, WrestleMania XXV presentó la campaña promocional más extensa en la historia de WrestleMania. Promoción que para el evento contó con un reparto de mercancías Kmart, que permitió descuentos que permitieron que en PPV pagaran menor precio, así como acuerdos con DirecTV y Dish Network

## Argumento

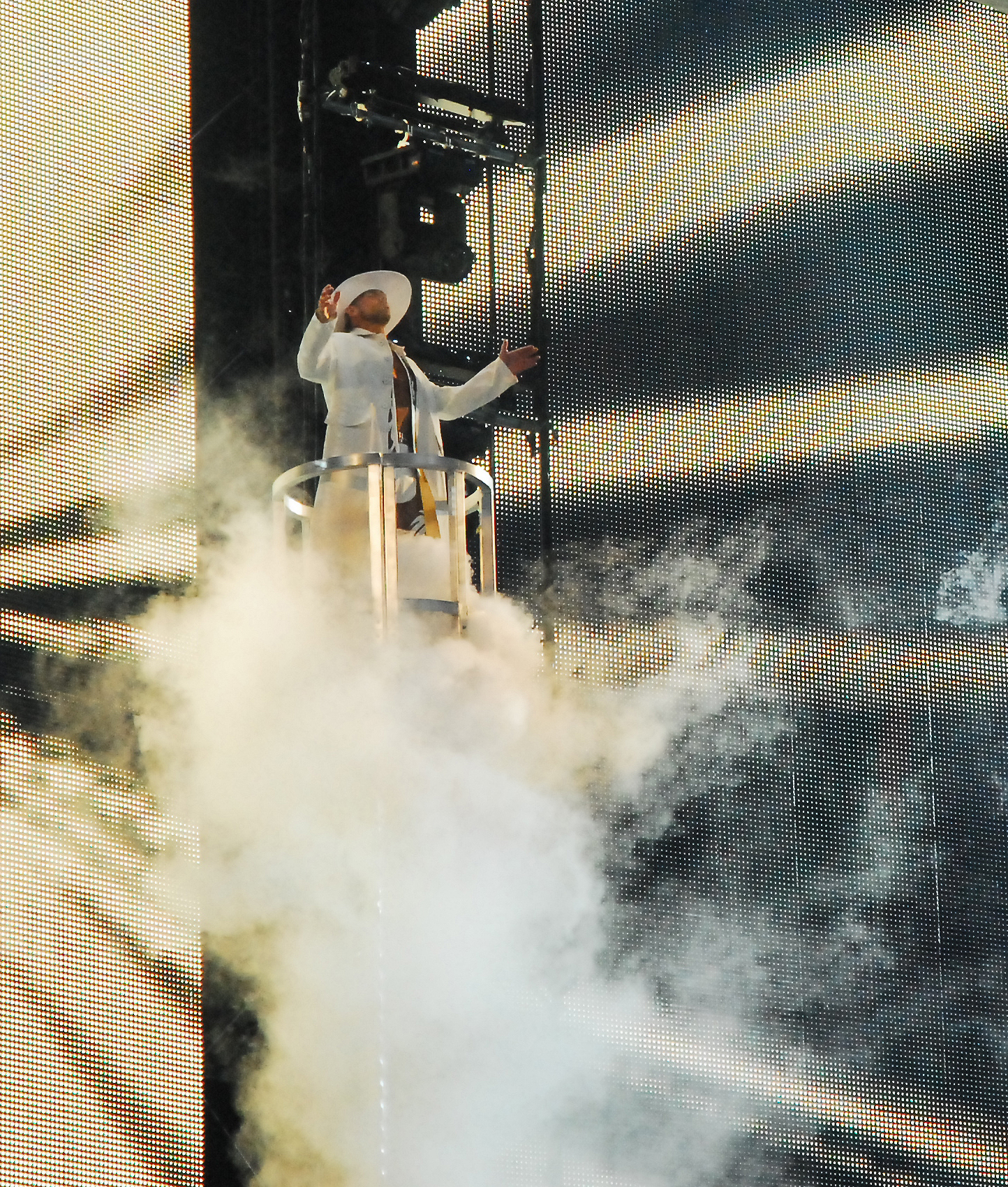
Shawn Michaels haciendo su entrada en WrestleMania XXV

En Royal Rumble (2009), Matt Hardy intervino en la lucha entre Edge y Jeff Hardy por el Campeonato de la WWE, dándole a Jeff Hardy un silletazo haciendo que Edge ganara la lucha y el campeonato. El 6 de marzo en SmackDown, Matt Hardy intervino en la lucha entre Jeff Hardy y Shelton Benjamin atacando a Jeff permitiéndole a Shelton Benjamin ganar la lucha y clasificarse al Money in the Bank. Una semana después, Matt siguió provocando a Jeff, mencionando de su incidente hace 5 meses, por lo que más tarde en esa noche, se anunció que Matt y Jeff, se enfrentarían en WrestleMania, y una semana después, se anunció que el combate sería en un Extreme Rules Match.
En este evento se realizó la quinta edición de Money in the Bank, se realizaron luchas clasificatorias en los programas semanales de la WWE, El 23 de febrero en Raw, CM Punk se clasificó al derrotar a John Morrison y The Miz en una Triple Threat Match, la semana siguiente, Kane también se clasificó al derrotar a Rey Mysterio y Mike Knox en Raw. En ECW Mark Henry derrotó a Santino Marella clasificando al combate. Esa misma semana en SmackDown!, Montel Vontavious Porter y Shelton Benjamin se clasificaron al derrotar a Matt Hardy y Jeff Hardy respectivamente. El 9 de marzo en Raw, Kofi Kingston se clasificó al derrotar a Chris Jericho, y la noche siguiente, Christian ganó una Battle Royal clasificándose al Money in the Bank. Esa misma semana en Smackdown!, Finlay derrotó a The Brian Kendrick siendo el último clasificado.

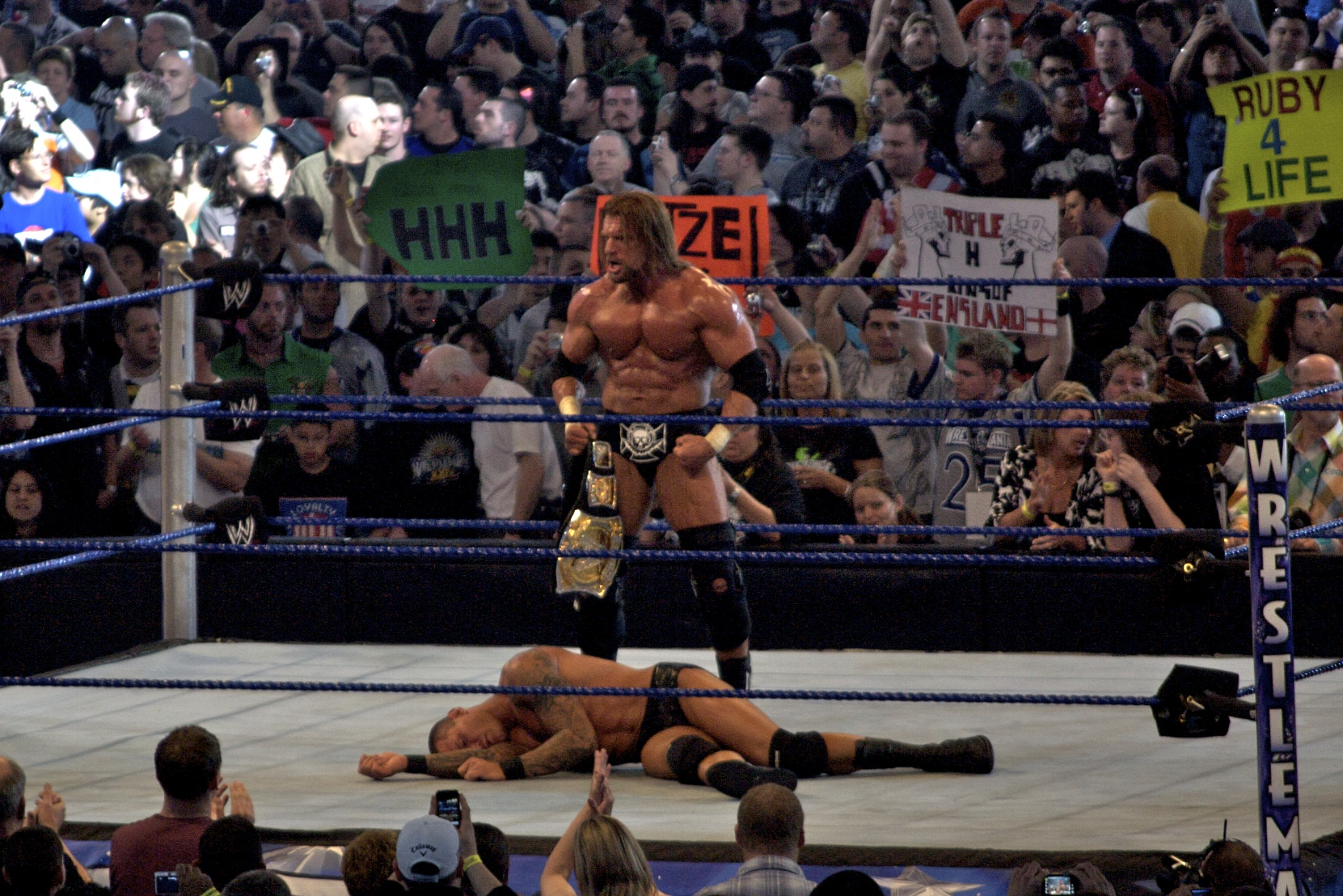
Triple H después de retener el Campeonato de la WWE ante Randy Orton

En No Way Out, Shawn Michaels derrotó a John "Bradshaw" Layfield, dejando así de automáticamente de ser su empleado. El 16 de febrero en Raw, Shawn Michaels desafió a JBL a una lucha para la semana siguiente, donde el ganador podría desafiar a The Undertaker en WrestleMania, para tratar de romper su invicto. El 23 de febrero en Raw, Michaels derrotó a JBL, pero después se anunció que otro competidor, intentaba romper la racha de invicto de Undertaker, siendo ese Vladimir Kozlov. Los dos lucharon la siguiente semana en Raw, derrotando Michaels a Kozlov, obteniendo la oportunidad de enfrentarse a The Undertaker en WrestleMania. El 23 de marzo en Raw, The Undertaker habló advirtiéndole a Michaels, que estaba todo preparado, para todo lo que pase en WrestleMania.
El 2 de marzo en Raw, la gerente general de SmackDown Vickie Guerrero, anunció que su esposo Edge iba a defender su Campeonato Mundial Peso Pesado en WrestleMania frente a The Big Show. Un contrato que se firmó, para que la lucha fuera realizada en SmackDown, pero John Cena interfirió en la firma, atacando a Edge y a Show y diciéndole un mensaje a Vickie Guerrero, lo que la llevó a cancelar la firma. El 9 de marzo en Raw, Vickie anunció que la lucha por el Campeonato Mundial Peso Pesado, sería una Triple Threat Match, ya que incluyó a John Cena en la lucha, cuyo anuncio molestó tanto a Edge como a Show.
En Royal Rumble, Randy Orton ganó el Royal Rumble Match de ese evento, por lo que obtuvo la oportunidad de elegir una lucha en WrestleMania por el Campeonato de la WWE, Campeonato Mundial Peso Pesado o por el Campeonato de la ECW. Al mismo tiempo, Orton inició un feudo con la familia McMahon, los dueños de la WWE. Durante ese feudo, Randy Orton le aplicó tanto a Vince como a Shane McMahon, una Running punt kick en la cabeza, y también le aplicó a la hija de Vince Stephanie McMahon un RKO, lo que enfureció al Campeón de la WWE y esposo de Stephanie Triple H, por lo que el 2 de marzo en RAW, Triple H convenció a Orton, de que usara su oportunidad de un Campeonato Mundial, en una lucha por el Campeonato de la WWE en WrestleMania. Incluso en el último RAW previo al evento, Triple H atacó salvajemente a Orton, precisamente en la casa de Orton.

## Recepción

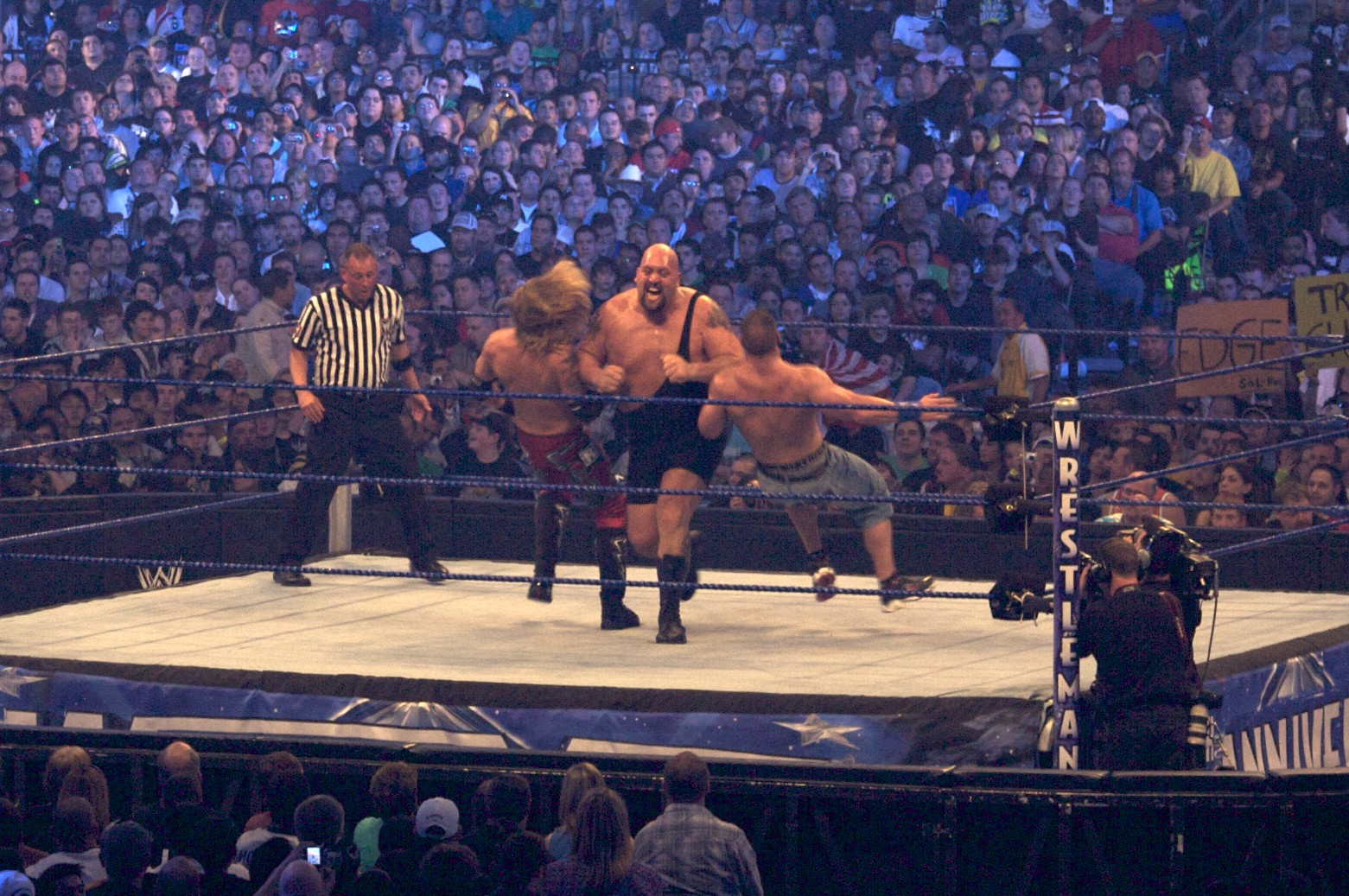
Big Show durante su lucha contra John Cena y contra Edge.

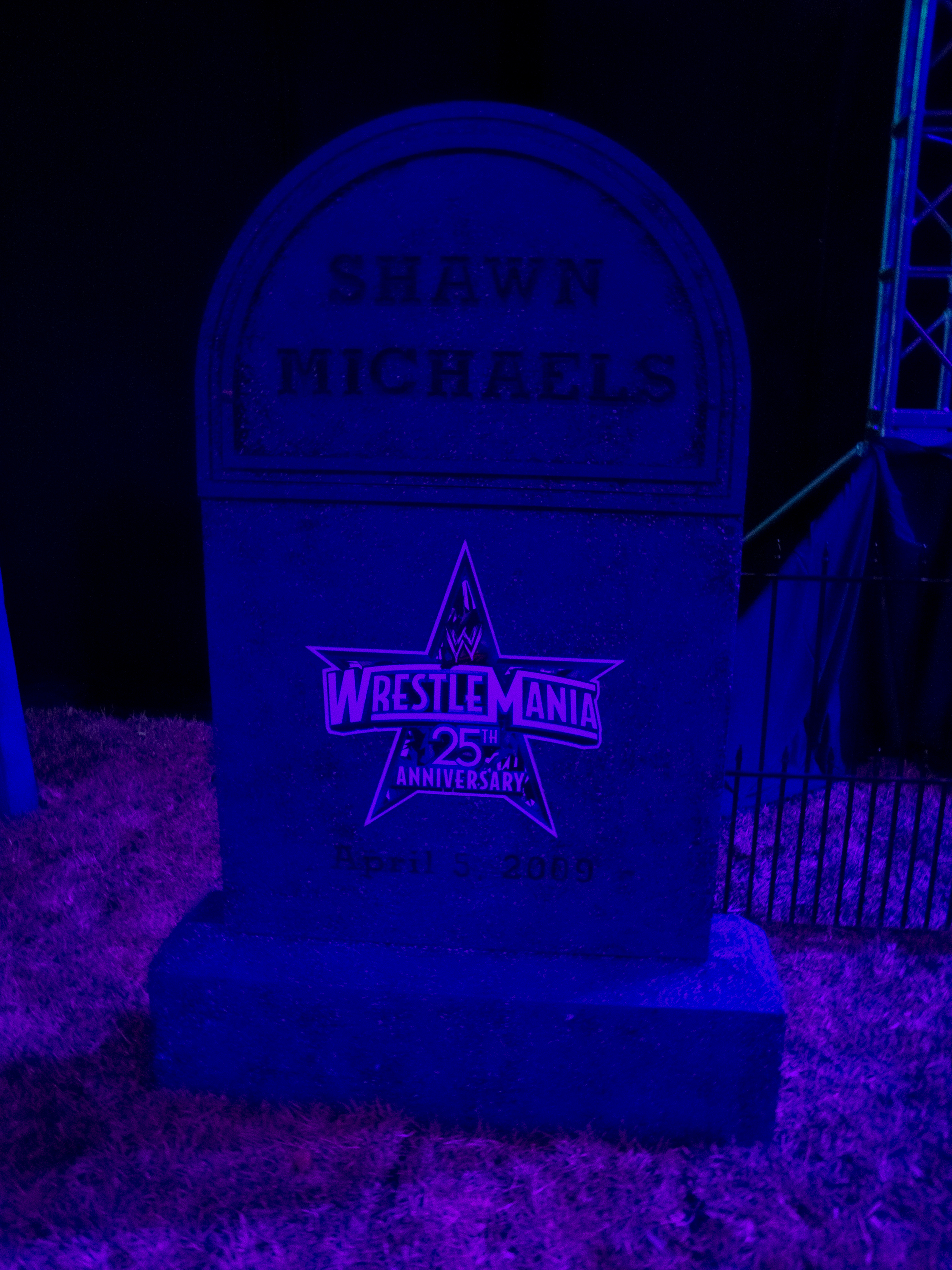
Tumba marcando la derrota de Shawn Michaels en WrestleMania XXV a manos de The Undertaker.

Por tercer año consecutivo, WrestleMania rompió el récord de mayor recaudación en un evento PPV en la historia de la WWE, ganando en total 6,9 millones de dólares en la venta de entradas, que incluía los fanes de 50 estados de EE. UU., 24 países y siete provincias de Canadá. Aproximadamente 960.000 personas compraron el evento, recaudando 21,0 millones de dólares en ingresos. Esta cantidad fue inferior número de compra logrado en WrestleMania XXIV que fue de 1.058.000 personas. El evento se bombea un estimado de $ 49.8 millones a la economía local y generó $ 5.7 millones en ingresos fiscales locales, lo que equivale a 600 puestos de trabajo a tiempo completo para el área.
Wade Keller, de la Pro Wrestling Torch, destacó las luchas de Undertaker vs Shawn Michaels (5 sobre 5), el Money in the Bank (4.25 sobre 5), el Main Event entre Triple H y Randy Orton obtuvo un 3.75 sobre 5, la lucha de John Cena vs Big Show vs Edge (3.5 sobre 5), la lucha de Matt Hardy vs Jeff Hardy (3.5 sobre 5), la lucha de Chris Jericho vs Ricky Steamboat, Jimmy Snuka y Roddy Piper (2.25 sobre 5). Sin embargo las peores luchas fueron la de JBL vs Rey Mysterio (1 sobre 5) y la Divas Battle Royal la cual no puntuó.
James Caldwell, de la Pro Wrestling Torch, destacó la lucha de Undertaker vs Shawn Michaels (4.75 sobre 5), la lucha del Money in the Bank y la lucha de John Morrison & The Miz vs The Colons (3 sobre 5 ambas), el evento principal (2 sobre 5), y la luchas entre Matt vs Jeff Hardy y John Cena vs Edge vs Big Show (2.5 sobre 5). Sin embargo las peores lucha fueron la de Chris Jericho vs Ricky Steamboat, Roddy Piper y Jimmy Snuka (1.5 sobre), la Divas Battle Royal junto con la lucha entre Rey Mysterio vs JBL las cuales no puntuó.
La lucha de The Undertaker vs Shawn Michaels obtuvo una califcación por parte de Dale Plummer, del Canadian Online Explorer un 10 sobre 10, también ganó el premio de Lucha del año por parte de la Pro Wrestling Illustrated.

## Resultados
- Dark match: Los Campeones en Parejas de la WWE The Colóns (Carlito & Primo) (con Brie Bella) derrotaron a los Campeones Mundiales de Parejas John Morrison & The Miz en un Title Unification Lumberjack Match formando los Campeonatos Unificados en Parejas de la WWE. (8:02)
  - Primo cubrió a Morrison después de una "Backstabber".
  - Los leñadores fueron: Evan Bourne, Paul Burchill, Tommy Dreamer, Goldust, The Great Khali, Charlie Haas, Curt Hawkins, Hurricane Helms, Ezekiel Jackson, JTG, The Brian Kendrick, Mike Knox, Vladimir Kozlov, Jamie Noble, R-Truth, William Regal, Zack Ryder, Shad, Jack Swagger, Jimmy Wang Yang y Dolph Ziggler
- CM Punk derrotó a Kane, Mark Henry (con Tony Atlas), Montel Vontavious Porter, Shelton Benjamin, Kofi Kingston, Christian y Finlay (con Hornswoggle) ganando el Money in the Bank Ladder Match. (14:23)
  - CM Punk descolgó el maletín de lo alto del coliseo, ganando la lucha.
  - Hornswoggle intervino en el combate, a favor de Finlay.
  - Con esta victoria, CM Punk se convirtió en el primer luchador en ganar dos veces seguidas el Money in the Bank Ladder Match.
- Santina Marella ganó la 25 Divas Miss WrestleMania Battle Royal. (6:10)
  - Marella ganó tras eliminar a Melina y Beth Phoenix al mismo tiempo.
  - Las otras participantes fueron Melina, Mickie James, Kelly Kelly, Beth Phoenix, Rosa Mendes, Jillian Hall, Layla, Maryse, Michelle McCool, Maria, Gail Kim, Eve Torres, Brie Bella, Nikki Bella, Natalya, Alicia Fox, Katie Lea Burchill, Tiffany, Molly Holly, Sunny, Jackie Gayda, Joy Giovanni, Victoria y Torrie Wilson.

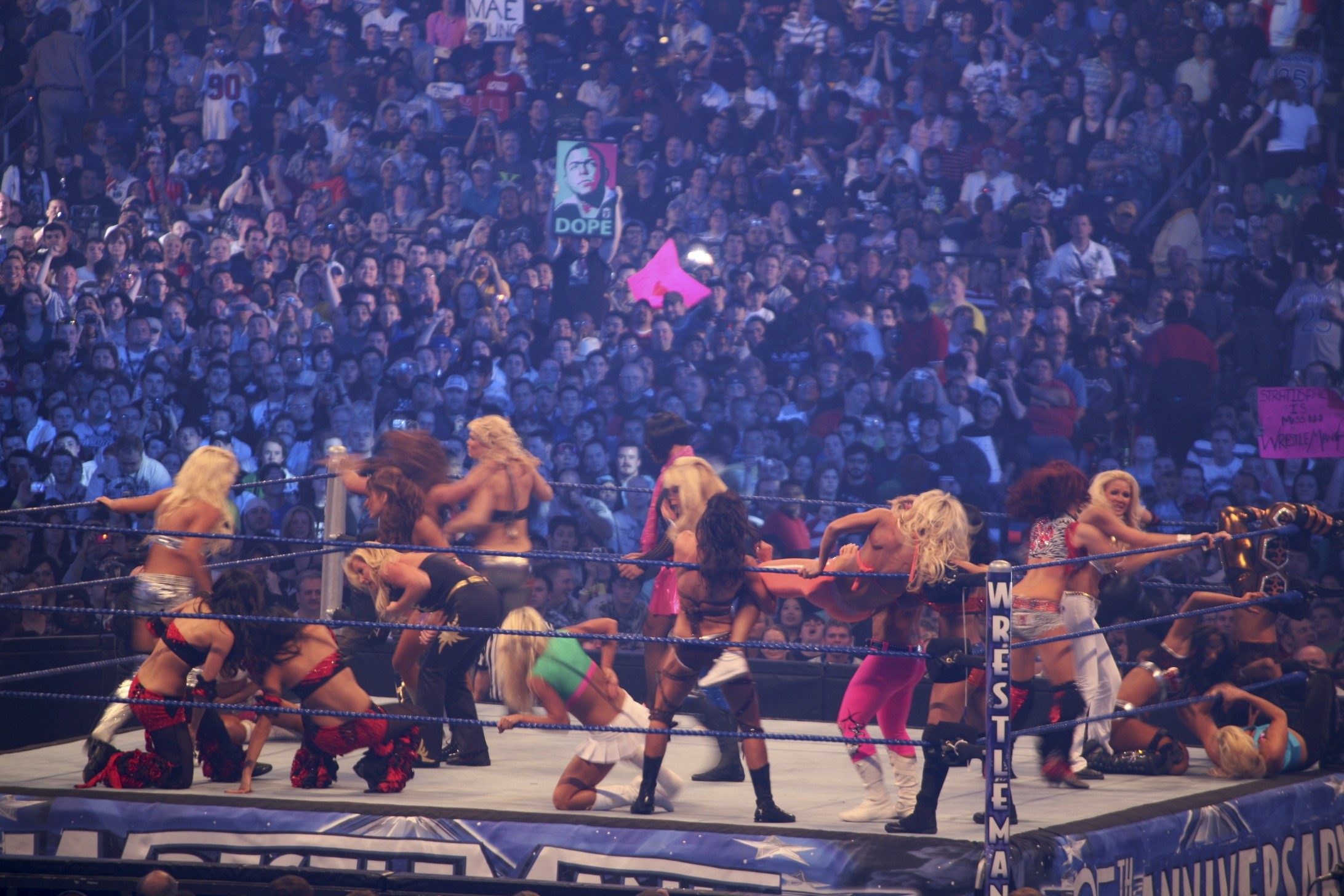
La WrestleMania 25 Divas Battle Royal.

- Chris Jericho derrotó a Roddy Piper, Ricky Steamboat & Jimmy "Superfly" Snuka (con Ric Flair) en un 3-on-1 Handicap Elimination match. (8:33)
  - Jericho forzó a Snuka a rendirse con la "Walls of Jericho".
  - Jericho cubrió a Piper después de una "Enzuigiri".
  - Jericho cubrió a Steamboat después de un "Codebreaker".
  - Después de la lucha, Jericho atacó a Flair. Posteriormente, Mickey Rourke acudió y golpeó a Jericho con un zurdazo.
  - Esta fue la última lucha de Piper y Snuka en WWE.
- Matt Hardy derrotó a Jeff Hardy en un Extreme Rules Match. (13:38)
  - Matt cubrió a Jeff después de un "Twist of Fate" con una silla en el cuello de Jeff después de que esté último fallará en aplicarle un "Diving Leg Drop" desde lo alto de la escalera.
- Rey Mysterio derrotó a John "Bradshaw" Layfield ganando el Campeonato Intercontinental de la WWE. (00:20)
  - Mysterio cubrió a Layfield después de un "619" seguido de un "Splash".
  - Tras la lucha, JBL renunció (en realidad, se retiró nuevamente de la lucha libre profesional).
- The Undertaker derrotó a Shawn Michaels. (30:44)
  - The Undertaker cubrió a Michaels después de revertir un "Diving Moonsault" en un "Tombstone Piledriver".
  - Después de esta victoria, The Undertaker aumentó su invicto en WrestleMania a 17-0.

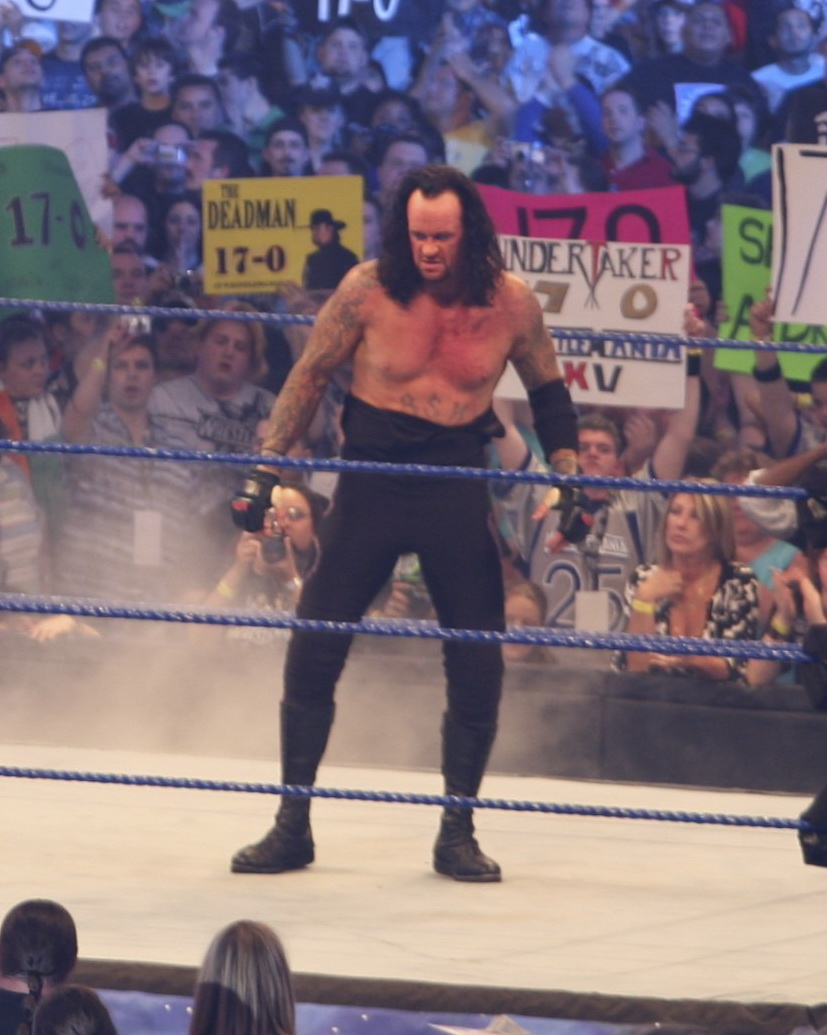
The Undertaker tras su lucha contra Shawn Michaels en el evento.

- John Cena derrotó a Edge (c) y The Big Show ganando el Campeonato Mundial Peso Pesado. (14:44)
  - Cena cubrió a Show después de un "Attitude Adjustment" a Edge sobre él.
    - Como resultado, el campeonato pasó a formar parte de la marca Raw.
- Triple H derrotó a Randy Orton reteniendo el Campeonato de la WWE. (24:35)
  - Triple H cubrió a Orton después de golpearlo con el mazo y a su vez aplicando un "Pedigree".
  - Si The Legacy (Cody Rhodes & Ted DiBiase) interferían a favor de Orton, éste sería despedido.
  - Por orden de la gerente general Vickie Guerrero, si Triple H perdía por cuenta fuera o era descalificado, perdería el campeonato.
  - Si Orton ganaba, el Campeonato pasaba a ser parte de la marca Raw.

## Eliminaciones de la 25-Divas Battle Royal
El rojo ██ indica las divas de RAW, azul ██ indica las divas de Smackdown!, y gris ██ indica las divas de ECW. El blanco      indica las superestrellas que pertenecen al WWE Alumni.
| Diva               | Marca      | Orden de eliminación | Eliminado por                | tiempo |
| ------------------ | ---------- | -------------------- | ---------------------------- | ------ |
| Beth Phoenix       | Raw        | 23                   | Santina Marrella             | 07:24  |
| Torrie Wilson      | SmackDown! | 19                   | Beth Phoenix                 | 04:35  |
| Eve Torres         | SmackDown! | 11                   | Beth Phoenix                 | 03:19  |
| Gail Kim           | SmackDown! | 9                    | Jillian Hall                 | 03:01  |
| Jillian Hall       | Raw        | 10                   | Gail Kim                     | 02:57  |
| Joy Giovanni       | Alumni     | 2                    | Eve Torres & The Bella Twins | 00:16  |
| Katia Lea Burchill | ECW        | 16                   | Beth Phoenix                 | 04:04  |
| Kelly Kelly        | Raw        | 13                   | Beth Phoenix                 | 03:42  |
| Layla              | Raw        | 1                    | The Bella Twins              | 00:07  |
| Maria              | SmackDown! | 8                    | Victoria                     | 02:38  |
| Maryse             | SmackDown! | 15                   | Beth Phoenix                 | 03:58  |
| Melina             | Raw        | 24                   | Santina Marella              | 07:25  |
| Michelle McCool    | SmackDown! | 22                   | Mickie James                 | 05:33  |
| Mickie James       | Raw        | 21                   | Michelle McCool              | 05:32  |
| Miss Jackie        | Alumni     | 7                    | The Bella Twins              | 02:22  |
| Molly Holly        | Alumni     | 14                   | Beth Phoenix                 | 03:50  |
| Natalya            | SmackDown! | 17                   | Beth Phoenix                 | 04:20  |
| Nikki Bella        | SmackDown! | 20                   | Beth Phoenix                 | 04:41  |
| Rosa Mendes        | Raw        | 3                    | The Bella Twins              | 00:29  |
| Santina Marella    | Raw        | -                    | GANADORA                     | 07:25  |
| Sunny              | Alumni     | 5                    | Beth Phoenix                 | 01:31  |
| Tiffany            | ECW        | 12                   | Beth Phoenix                 | 03:21  |
| Torrie Wilson      | Alumni     | 6                    | Beth Phoenix                 | 01:52  |
| Victoria           | Alumni     | 18                   | The Bella Twins              | 04:31  |

## Otros roles

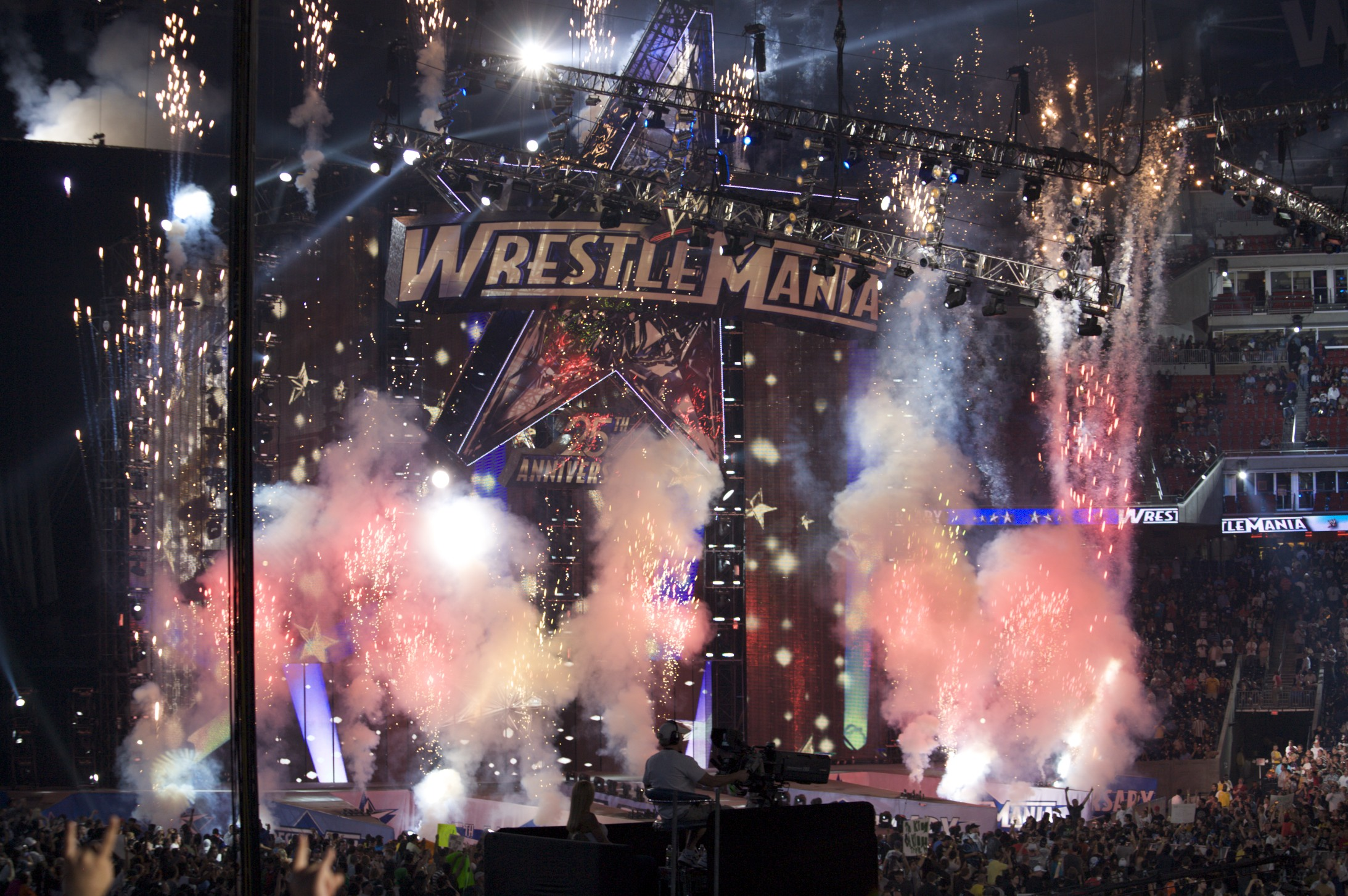
El escenario de WrestleMania XXV.

Comentaristas en Inglés
- Jerry Lawler
- Jim Ross
- Michael Cole

Comentaristas en Español
- Carlos Cabrera
- Hugo Savinovich

Anunciadores
- Howard Finkel
- Lilian García
- Justin Roberts

Invitados especiales
- Kid Rock
- Mickey Rourke
- Nicole Scherzinger
- Evander Holyfield
- Carl Edwards

Árbitros
- Scott Armstrong
- Mike Chioda
- Jack Doan
- Charles Robinson
- Chad Patton
- John Cone
- Marty Elias